# Jan ter Veer
Johannes Bernardus Sylvester (Jan) ter Veer (Den Haag, 31 december 1933 – Best, 24 augustus 2004) was een Nederlands politicus van de KVP en later het CDA.
Hij was gemeentesecretaris van Batenburg voor hij in 1969 benoemd werd tot burgemeester van Pannerden als opvolger van Ad Havermans die later burgemeester van Den Haag zou worden. In februari 1977 werd Ter Veer de burgemeester van Moergestel wat hij tot september 1994 zou blijven. Hij was daarmee de laatste kroonbenoemde burgemeester van Moergestel. Na hem was Jan Dosker nog ruim twee jaar waarnemend burgemeester waarna die gemeente opging in de aangrenzende gemeente Oisterwijk. Ter Veer overleed in 2004 op 70-jarige leeftijd.